# OVW
OVW（Ohio Valley Wrestling）は、アメリカ合衆国のプロレス団体。本拠地はケンタッキー州ルイビルに置かれている。

## 歴史
かつてWWEの下部組織として知られており、WWE入りを目指す新人選手がキャリアを積むための養成機関であったり、ケガをしたWWE所属選手のリハビリ、ギミックがうまくはまらなかった選手の新ギミックの練り直し等にも使われることがあった。
2005年7月までジム・コルネットがオーナーを務めて、その後はポール・ヘイマン、アル・スノーがブッカーを担当していた。
2008年2月7日、WWEとの関係を解消することを発表。
2011年11月、TNAとの業務提携を発表。

## タイトル
- OVWヘビー級王座
- OVWタッグ王座
- OVWライトヘビー級王座
- OVW TV王座
- OVW女子王座
- OVWハードコア王座

## 所属選手

### 男子選手
- アダム・リボルバー（Adam Revolver）
- イライジャ・バーク（Elijah Burke）
- エディー・ダイアモンド（Eddie Diamond）
- クリストファー・シルヴィオ（Christopher Silvio）
- クリフ・コンプトン（Cliff Compton）（ドミノ）
- サム・ショー（Sam Shaw）
- ジェームズ・トーマス（James Thomas）
- ジェイ・ブラッドリー（Jay Bradley）（ライアン・ブラドック）
- ジェイソン・ウェイン（Jason Wayne）
- ジェイミン・オリヴェンシア（Jamin Olivencia）
- ジェシー・ゴッダーズ（Jessie Godderz）
- ジョー・コールマン（Joe Coleman）
- ジョニー・スペード（Johnny Spade）
- ダグラス・ウィリアムス（Douglas Williams）
- ディラン・ボスティク（Dylan Bostic）
- トニー・ガン（Tony Gunn）
- トレイラー・パーク・トラッシュ（Trailer Park Trash）
- パリダイス（Paredyse）
- フラッシュ・フラナガン（Flash Flanagan）
- ブランドン・エスピノーサ（Brandon Espinosa）
- モハメド・アリ・バイエズ（Mohamad Ali Vaez）
- ラウル・ラモッタ（Raul LaMotta）
- ランディ・テリーズ（Randy Terrez）
- ランディ・ハウ（Randy Howe）
- ランディ・ロイヤル（Randy Royal）
- ルディ・スイッチブレード（Rudy Switchblade）
- ロブ・テリー（Rob Terry）

### 女子選手
- エピファニー（Epiphany）
- ジェシー・ベル（Jessie Belle）
- ジョセッティ・バイナム（Josette Bynum）
- スカーレット・ボルドー（Scarlett Bordeaux）
- タリン・テレル（Taryn Terrell）（ティファニー）
- ディセンバー（December）
- テイラー・ヘンドリックス（Taeler Hendrix）
- ハンナ・ブロッサム（Hannah Blossom）
- ヘイディ・ラブラス（Heidi Lovelace）
- ホリー・ブロッサム（Holly Blossom）

## スタッフ

### レフェリー
- クリス・シャープ（Chris Sharpe）
- ジョー・ホイーラー（Joe Wheeler）
- ジョーダン・バーカー（Jordan Barker）
- ジョシュ・アッシュクラフト（Josh Ashcraft）

## WWEに輩出した所属選手

### スーパースター
- アーロン・スティーブンス（Aaron Stevens）（アイドル・スティーブンス、ダミアン・サンドウ）
- アミッシュ・ロードキル（Amish Roadkill）（ロードキル）
- アントニオ（Antonio）（アントニオ・トーマス）
- イライジャ・バーク（Elijah Burke）（ディアンジェロ・ディネロ）
- オーランド・ジョーダン（Orlando Jordan）
- カリート・カリビアン・クール（Carlito）（カリート）
- キャシー・ジャームス（Kasey James）（KC・ジェームス）
- ギャリソン・ケイド（Garrison Cade）（ランス・ケイド）
- クリス・ケイ（Chris Kay）
- クリス・マスターズ（Chris Masters）
- ケン・ドーン（Ken Doane）（ケニー・ダイクストラ、ケニー）
- CMパンク（CM Punk）
- ジーン・スニツキー（Gene Snitsky）（スニツキー）
- シェルトン・ベンジャミン（Shelton Benjamin）
- ジョイ・マーキュリー（Joey Mercury）
- ザ・プロトタイプ（The Prototype）（ジョン・シナ）
- ジョン・ハイデンライク（Johon Heidenreich）（ハイデンライク）
- ジョニー・ナイトロ（Johnny Nitro）（ジョン・モリソン）
- シルヴァン・グラニエ（Sylvain Grenier）（シルヴァン）
- セブン（Seven）（ケビン・ソーン、モルデカイ）
- トラヴィス・ベイン（Travis Bain）（トラヴィス・トムコ、トムコ、タイソン・トムコ）
- ダグ・バシャム（Doug Basham）
- ダニー・ドーリング（Danny Doring）
- ダニー・バシャム（Danny Basham）
- ダ・ビースト（Da Beast）（シャド・ガスパード、シャド）
- ダン・ロッドマン（Dan Rodman）
- チャーリー・ハース（Charlie Haas）
- ニック・ネメス（Nick Nemeth）（ニッキー、ドルフ・ジグラー）
- BJペイン（B.J. Payne）
- ブギーマン（Boogeyman）
- フラッシュ・フラナガン（Flash Flanagan）
- ブロック・レスナー（Brock Lesnar）
- ポール・バーチャル（Paul Birchall）（ポール・バーチル）
- ポール・ロンドン（Paul London）
- ボビー・ラシュリー（Bobby Lashley）
- マイク・モンド（Mike Mondo）（マイキー）
- マット・モーガン（Matt Morgan）
- マーク・ヘンリー（Mark Henry）
- ユージン（Eugene）
- ランディ・オートン（Randy Orton）
- リヴァイアサン（Leviathan）（バティスタ）
- レネ・デュプリー（Rene Dupree）
- ロドニー・マック（Rodney Mack）（レッド・ドッグ）
- ロブ・コンウェイ（Rob Conway）
- ロメオ（Romeo）（ジョニー・ハートブレイカー）

### ディーヴァ
- アレクシス・レイリー（Alexis Laree）（ミッキー・ジェームス）
- シェリー・マルティネス（Shelly Martinez）（アリエル）
- ジャッキー・ゲイダ（Jackie Gayda）（ミス・ジャッキー）
- ジリアン・ホール （Jillian Hall）
- チェリー（Cherry）（チェリー・パイ、カラ・スライス）
- ティファニー（Tiffany）
- トリニティ（Trinity）
- ニディア（Nidia）
- ビクトリア（Victoria）
- ベス・フェニックス（Beth Phoenix）
- マリース（Maryse）
- マリア（Maria）
- メリーナ・ペレス（Melina Perez）（メリーナ）
- リンダ・マイルズ（Linda Miles）（シャニークワ）

## TNAに輩出した所属選手

### スーパースター
- アナーキア（Anarquia）
- アレックス・シルバ（Alex Silva）
- サム・ショー（Sam Shaw）
- ジェシー・ゴッダーズ（Jessie Godderz）

### ノックアウト
- テイラー・ヘンドリックス（Taeler Hendrix）